# Agostino Zavattini
Agostino Zavattini (Moglia, 23 gennaio 1928 – San Benedetto Po, 4 settembre 1995) è stato un politico italiano.

## Opere
- Dati sulla classe dirigente mantovana (1945-95), con Clara Castagnoli, in Mezzo secolo di storia mantovana: 1945-1995, curato da Luigi Lonardo, Milano, FrancoAngeli, 1998.